# Microcaecilia unicolor
Microcaecilia unicolor är en groddjursart som först beskrevs av Duméril 1863.  Microcaecilia unicolor ingår i släktet Microcaecilia och familjen Caeciliidae. IUCN kategoriserar arten globalt som livskraftig. Inga underarter finns listade i Catalogue of Life.